# Dolichometra
Dolichometra là một chi thực vật có hoa trong họ Thiến thảo (Rubiaceae).

## Loài
Chi Dolichometra gồm các loài: